# Aspettando Orange County
Aspettando Orange County è il primo mixtape del rapper italiano Tedua, pubblicato il 15 ottobre 2015.

## Descrizione
Il progetto si compone di 20 tracce dove Tedua discute della sua gioventù per le strade di Genova e Milano. Già in questo primo lavoro emerge il desiderio di rivalsa che ha caratterizzato anche i successivi capitoli della saga ed è proprio con questo mixtape che Tedua inizia a farsi notare nel mondo del rap. Tra gli artisti ospiti nel progetto spiccano Bresh e Disme, membri del collettivo Drilliguria.
Costituisce il primo capitolo della trilogia Orange County, proseguita con il mixtape Orange County Mixtape (2016) e culminata col primo album in studio Orange County California (2017).

## Tracce
1. Forte come non l'avresti detto mai – 1:42
2. I ragazzi della zona – 3:17
3. Ombrello per la pace (feat. RK) – 4:41
4. Calci dalla celere – 1:14
5. Male di me (feat. Disme) – 3:59
6. Quando cillo – 3:02
7. Mai più – 3:42
8. Ufficio misteri – 3:11
9. Non posso comprarti – 3:30
10. MHIRAQ freestyle – 1:56
11. Perdono valore (feat. Bresh) – 3:39
12. Prendo tutto e vengo anch'io – 2:40
13. Da dove provieni – 3:52
14. Orizzonte al contrario (feat. Albe Ok) – 2:40 (musica: Zero Vicious)
15. In eterno – 3:22
16. Emersi a galla (feat. Radici urbane) – 3:43
17. Chi in skate chi sui peg – 2:20
18. Bolza-leto (feat. Mad Boys & UBR) – 3:20
19. Sono su (Si alternano) – 3:39
20. Vita di società – 3:23